# Humberside (circonscription du Parlement européen)
Humberside était une circonscription du Parlement européen, couvrant la majeure partie de l'ancien district de Humberside en Angleterre.
Avant l’adoption uniforme de la représentation proportionnelle en 1999, le Royaume-Uni utilisait le système uninominal à un tour pour les élections européennes en Angleterre, en Écosse et au pays de Galles. Les conscriptions du Parlement européen utilisées dans ce système étaient plus petites que les circonscriptions régionales les plus récentes et ne comptaient chacune qu'un seul membre au Parlement européen.
En 1999, la circonscription est devenue une partie de la circonscription beaucoup plus grande du Yorkshire and the Humber.

## Limites
1979-1984: Bridlington; Brigg and Scunthorpe; Haltemprice; Howden; Kingston upon Hull Central; Kingston upon Hull East; Kingston upon Hull West.
1984-1994: Beverley; Bridlington; Brigg and Cleethorpes; Great Grimsby; Kingston upon Hull East; Kingston upon Hull North; Kingston upon Hull West.
1994-1999: Beverley; Boothferry; Bridlington; Glanford and Scunthorpe; Kingston upon Hull East; Kingston upon Hull North; Kingston upon Hull West.

## Membre du Parlement européen
| Élection                    | Élection | Membre           | Parti        |
| --------------------------- | -------- | ---------------- | ------------ |
|                             | 1979     | Robert Battersby | Conservateur |
|                             | 1989     | Peter Crampton   | Travailliste |
| 1999 circonscription abolie |          |                  |              |

## Résultats des élections
Les candidats élus sont indiqués en gras.
| Parti         | Parti                                  | Candidat         | Voix    | %    | ± |
| ------------- | -------------------------------------- | ---------------- | ------- | ---- | - |
|               | Conservateur                           | Robert Battersby | 79,531  | 51,7 | ' |
|               | Travailliste                           | Michael Wheaton  | 56,521  | 36,8 |   |
|               | Liberal                                | Robert Walker    | 17,643  | 11,5 |   |
| Majorité      | Majorité                               | Majorité         | 23,010  | 14,9 |   |
| Participation | Participation                          | Participation    | 153,695 | 30,1 |   |
|               | Conservateur vainqueur (nouveau siège) |                  |         |      |   |

| Parti         | Parti                | Candidat             | Voix    | %    | ±    |
| ------------- | -------------------- | -------------------- | ------- | ---- | ---- |
|               | Conservateur         | Robert Battersby     | 61,952  | 43,2 | -8.5 |
|               | Travailliste         | Peter Crampton       | 53,937  | 37,7 | +0.9 |
|               | Social Démocratique  | Will Unwin           | 27,318  | 19,1 | +7.6 |
| Majorité      | Majorité             | Majorité             | 8,015   | 5,5  | -9.4 |
| Participation | Participation        | Participation        | 143,207 | 28,5 | -1.6 |
|               | Conservateur retenir | Conservateur retenir | Swing   |      |      |

| Parti         | Parti                                   | Candidat                                | Voix    | %    | ±       |
| ------------- | --------------------------------------- | --------------------------------------- | ------- | ---- | ------- |
|               | Travailliste                            | Peter Crampton                          | 74,163  | 45,4 | +7.7    |
|               | Conservateur                            | Robert Battersby                        | 57,835  | 35,4 | -7.8    |
|               | Green                                   | Jan Clark                               | 23,835  | 14,6 | Nouveau |
|               | SLD                                     | F. L. Parker                            | 3,989   | 2,5  | -16.6   |
|               | SDP                                     | Will Unwin                              | 3,419   | 2,1  | Nouveau |
| Majorité      | Majorité                                | Majorité                                | 16,328  | 10,0 | N/A     |
| Participation | Participation                           | Participation                           | 163,241 | 32,2 | +3.7    |
|               | Travailliste vainqueur sur Conservateur | Travailliste vainqueur sur Conservateur | Swing   |      |         |

| Parti         | Parti                | Candidat             | Voix    | %    | ±       |
| ------------- | -------------------- | -------------------- | ------- | ---- | ------- |
|               | Travailliste         | Peter Crampton       | 87,296  | 51,9 | +5.5    |
|               | Conservateur         | Donald Stewart       | 46,678  | 27,8 | -7.6    |
|               | Libéral Démocrate    | Diana Wallis         | 28,818  | 17,1 | +14.6   |
|               | Green                | Sharon Mummery       | 4,170   | 2,5  | -12.1   |
|               | Natural Law          | Anna Miszewska       | 1,100   | 0,7  | Nouveau |
| Majorité      | Majorité             | Majorité             | 40,618  | 24,1 | +14.1   |
| Participation | Participation        | Participation        | 168,062 | 32,4 | +0.2    |
|               | Travailliste retenir | Travailliste retenir | Swing   |      |         |